# The Game of Their Lives
The Game of Their Lives (lançado em DVD como The Miracle Match) é um filme estadunidense de 2005. No Brasil, adotou-se o nome Duelo de Campeões. Do gênero drama americano dirigido por David Anspaugh. O roteiro escrito por Angelo Pizzo é baseado no livro do mesmo título por Geoffrey Douglas.

## Sinopse
O filme narra a verdadeira história da equipe estadunidense de futebol que jogou a Copa do Mundo de 1950 e que, contra todas as probabilidades, venceu a Inglaterra por 1 a 0, na cidade de Belo Horizonte, Brasil. A história é sobre as tradições familiares e as paixões que moldaram os jogadores que compõem este grupo. Um grupo de colegas do bairro Colina de St. Louis Missouri. Outro grupo veio do distrito de linha Corky de Fall River, Massachusetts.

## Enredo
O filme, fiel a um livro de mesmo nome escrito por Geoffrey Douglas, exibe, segundo a narrativa de um repórter vivido por Patrick Stewart, o caminho da Seleção dos Estados Unidos na famosa vitória contra a Inglaterra na Copa do Mundo de 1950 (na partida que ficou conhecida como O Milagre de Belo Horizonte), mostrando desde a seletiva de jogadores para o mundial até o jogo histórico.
A seleção dos EUA é retratada como essencialmente amadora: a escolha dos jogadores deu-se após uma avaliação dos que foram melhor em uma partida disputada por uma equipe dos arredores de St. Louis, basicamente uma colônia italiana, de onde saíram Frank Borghi, Charlie Colombo, Harry Keough, Gino Pariani, Robert Annis e Frank Wallace; e de uma equipe do noroeste do país, formada por jogadores da Filadélfia, Pittsburgh e outras cidades, composta por jogadores de origens diversos, como Adam Wolanin (polonês), Ed McIlvenny (escocês), Joe Maca (belga), Walter Bahr (filho de alemães) e Ed e John Souza (filhos de portugueses e que, a despeito de terem o mesmo sobrenome e serem da mesma cidade, não são parentes). O próprio uniforme da equipe só seria entregue no desembarque no Brasil.
Os atletas oriundos das duas equipes demoram a se entrosar, havendo até discussões internas. Joe Gaetjens, o haitiano que entraria para a história do mundial, seria recrutado, segundo o filme, posteriormente, por sugestão de Bahr. Antes da Copa, ainda nos Estados Unidos, em amistoso com uma equipe B da Seleção Inglesa onde o único membro da equipe principal era Stan Mortensen, os estadunidenses são humilhados. Bahr tenta aproveitar o desânimo dos colegas e a arrogância de Mortensen e dos outros ingleses para unir o grupo.
Chega o dia da partida contra a Inglaterra, com Mortensen em campo. As belas sequências de jogo demonstram uma grande pressão inglesa, com direito a várias boladas nas traves e defesas do goleiro Borghi. No final do primeiro tempo, no primeiro ataque dos Estados Unidos, sai o gol de Gaetjens, que desvia de cabeça um cruzamento de Bahr, após lateral de McIlvenny. A pressão inglesa é retomada no segundo tempo, mas quem mais se aproxima do gol foram os EUA, em um único lance, em chute de John Souza. O resultado não se altera e os estadunidenses saem carregados pela torcida brasileira.

## Elenco
- Gerard Butler ..... Frank Borghi
- Wes Bentley ..... Walter Bahr
- Jay Rodan ..... Frank Wallace
- Gavin Rossdale ..... Stan Mortensen
- Costas Mandylor ..... Charlie Colombo
- Louis Mandylor ..... Gino Pariani
- Zachery Ty Bryan ..... Harry Keough
- Jimmy Jean-Louis ..... Joe Gaetjens
- Bill Smitrovich ..... Admiral Higgins
- Terry Kinney ..... Dent McSkimming
- Patrick Stewart ..... Dent McSkimming (velho)
- John Rhys-Davies ..... Bill Jeffrey
- Nelson Vargas.....John Souza